# Bagasa
Bagasa je naziv za zaostala suha vlakna šećerne trske (biomasa šećerne trske) koja se mogu iskoristiti na više načina: za dobivanje vodene pare potrebne za proizvodnju šećera ili se koristi kod peći za sušenje, za proizvodnju papira, za zagrtanje biljaka ili kao sirovina za neke kemikalije. Bagasa može biti i naziv za zaostala suha vlakna sirka ili agave.

## Dobivanje bagase
Kod gnječenja šećerne trske u mlinu na svakih 10 tona šećerne trske dobiva se otprilike 3 tone mokre bagase, tako da se u mlinovima i šećeranama dobivaju velike količine bagase. Količina vlage u mokroj bagasi je od 40 do 50%, što je štetno ako se želi odmah koristiti kao gorivo za bioelektrane. Zbog toga se bagasa prvo skladišti i suši. Kemijski sastav bagase je:
- celuloza: 45–55%
- hemiceluloza: 20–25%
- lignin: 18–24%
- pepeo: 1–4%
- vosak: najviše 1%

Bagasa je izuzetno nehomogen materijal jer sadrži od 30 do 40 vlakana iz srži (jezgre) koji se dosta razlikuje od ostalog materijala.

## Primjena bagase
Veliki se napori ulažu u primjeni bagase kao obnovljivog izvora energije (biomasa).

### Gorivo
Bagasa se često koristi kao gorivo kod mlinova za šećernu trsku i ako se izgori u cjelokupnoj količini, stvara dovoljno toplinske energije za sve potrebe postrojenja, a često ostane i višak, koji se može iskoristiti za proizvodnju električne energije (kogeneracija), koja se može isporučiti u elektroenergetski sustav. Količina ugljikovog dioksida CO2 koji nastane kod izgaranja bagase je otprilike jednak količini CO2 koji šećerna trska upije iz zemljine atmosfere za vrijeme rasta. U nekim državama (npr. Australija) takva vrsta kogeneracije značajno doprinosi stvaranju električne energije iz obnovljivih izvora. Na primjer tvrtka Florida Crystals Corporation, koja ima velike šećerane u SAD, ima jednu bioelektranu snage 140 MW, koja koristi kao gorivo bagasu i komunalni otpad iz gradova, i proizvodi dovoljno električne energije za šećeranu, te za otprilike 60 000 domaćinstava.
Iskustva iz Mauricijusa pokazuju da se iz jedne tone bagase može dobiti preko 100 kWh električne energije. Na osnovu tog iskustva može se izračunati da se samo u Africi može proizvesti preko 100 000 GWh, što je značajna količina energije. Najnovije tehnologije pokazuju da se iz jedne tone bagase može dobiti od 200 do 300 kWh električne energije. Kako je bagasa sezonski proizvod, problem je dugotrajnije skladištenje.
Osim proizvodnje bioetanola u Brazilu iz šećerne trske, koji je vrlo prisutan kao gorivo za automobile, ispituje se dobivanje celuloznog etanola iz bagase.

### Papir
Od 5 do 10% svjetske proizvodnje papira se zasniva na poljoprivrednim proizvodima, a bagasa je najznačajnija među njima. Prednost je svakako što se smanjuje sječa šuma.

### Zamjena za ivericu
Bagasa se ponekad proizvodi u obliku ploča koje mogu zamijeniti ivericu. Prednost je svakako što se smanjuje sječa šuma.